# Vitgölen (Tjällmo socken, Östergötland)
Vitgölen är en sjö i Motala kommun i Östergötland och ingår i Motala ströms huvudavrinningsområde.